# 인공호흡
인공호흡(人工呼吸, Artificial ventilation, Artificial respiration) 또는 인공환기(人工換氣)는 인간의 호흡을 보조하거나 호흡을 촉진하기 위한 방법이다. 호흡을 전혀 하지 않거나 호흡을 충분히 하지 못하고 있는 사람에게 적용된다. 직접 숨을 불어넣거나 다양한 수기를 이용한 수동적인 방법으로 인공호흡을 시행할 수 있으며, 또는 인공호흡기를 사용하여 폐 안팎으로 공기를 강제로 이동시키는 기계환기 방법을 이용할 수도 있다. 전신 마취를 한 상태거나 혼수 상태인 경우 자발적인 호흡이 중단되기 때문에 기계환기를 이용하게 된다.

## 종류

### 수동 환기

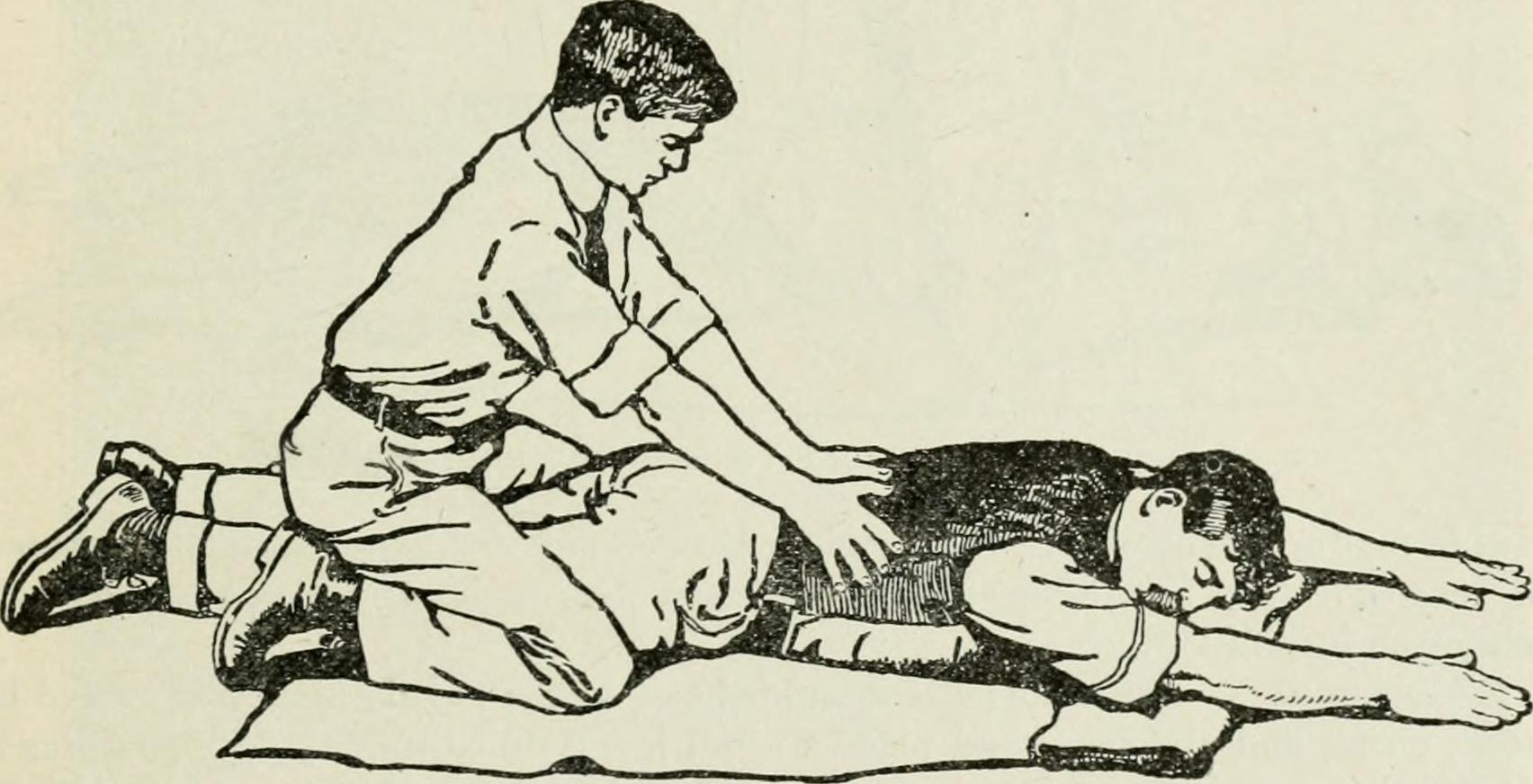
수기를 통한 인공호흡의 한 방법인 Schaefer method

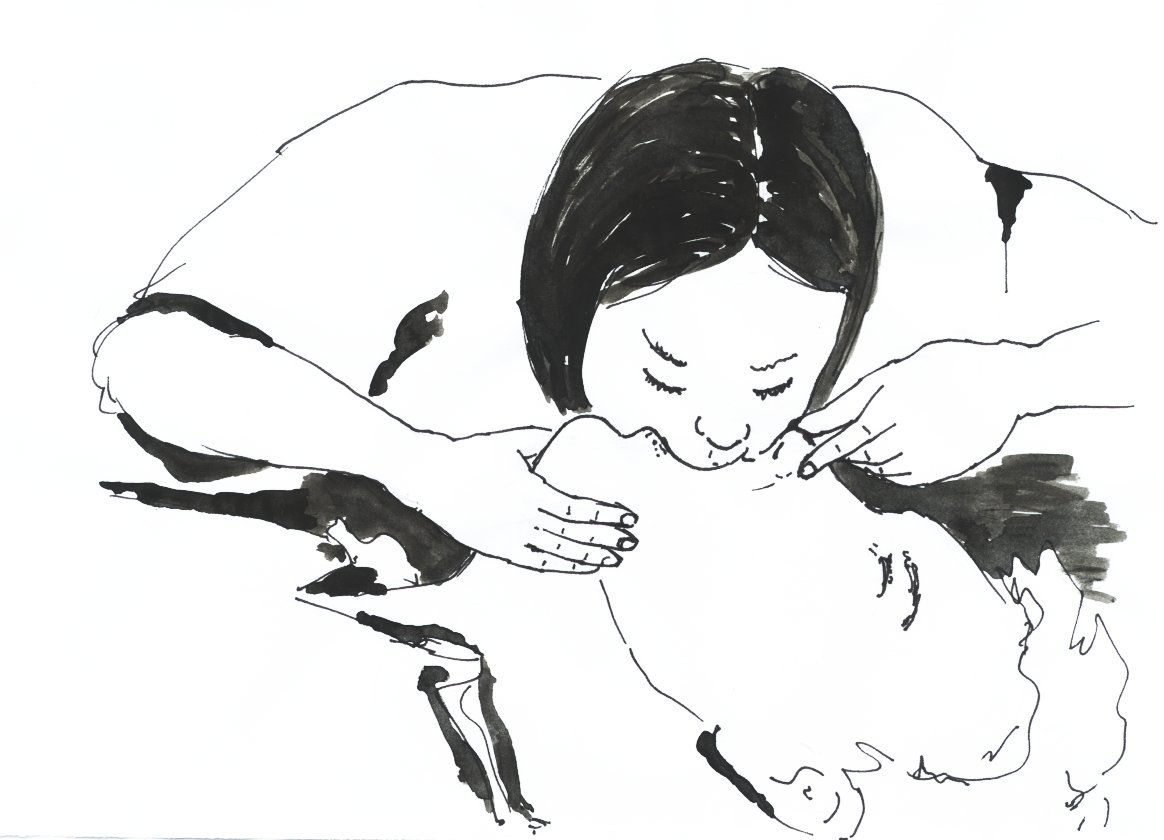
심폐소생술에서 표준 인공호흡법으로 사용되는 구강 대 구강 소생술

호흡 과정은 폐가 팽창과 수축을 반복하면서 일어나게 된다. 폐를 인공적으로 팽창시키고 수축시키는 과정을 기계의 도움없이 수동으로 시행하는 방법을 수동 환기라고 한다. 과거에는 Silvester method, Schaefer method, Holger-Nielsen method 등 환자의 가슴이나 팔을 특정한 자세나 방법으로 움직여 환자의 호흡을 돕는 방법이 시행되었으나, 현재는 환자의 폐에 입을 통하여 직접 공기를 불어 넣는 구강 대 구강 소생술(mouth-to-mouth resuscitation)이 주로 사용된다. 구강 대 구강 소생술은 다른 수동 환기 방법에 비해 더욱 효과적인 인공호흡법으로 증명되었다. 구강 대 구강 소생술 이외에도 입-보호기구 인공호흡, 입-코 인공호흡, 입-창 인공호흡 등이 시행될 수 있다.
구강 대 구강 소생술은 심폐소생술의 일부로 응급처치에 필수적인 기술이다. 의료 지식이 없는 일반인이 심폐소생술 과정에서 구강 대 구강 소생술을 시행할 경우 그 효과가 떨어질 수 있어 최근에는 가슴압박의 중요성을 강조하고 있지만, 환자가 충분히 호흡을 하지 않는 경우 턱 들어올리기(head tilt-chin lift) 등으로 기도를 유지한 후 구강 대 구강 소생술을 시행할 수 있다.

### 기계 환기

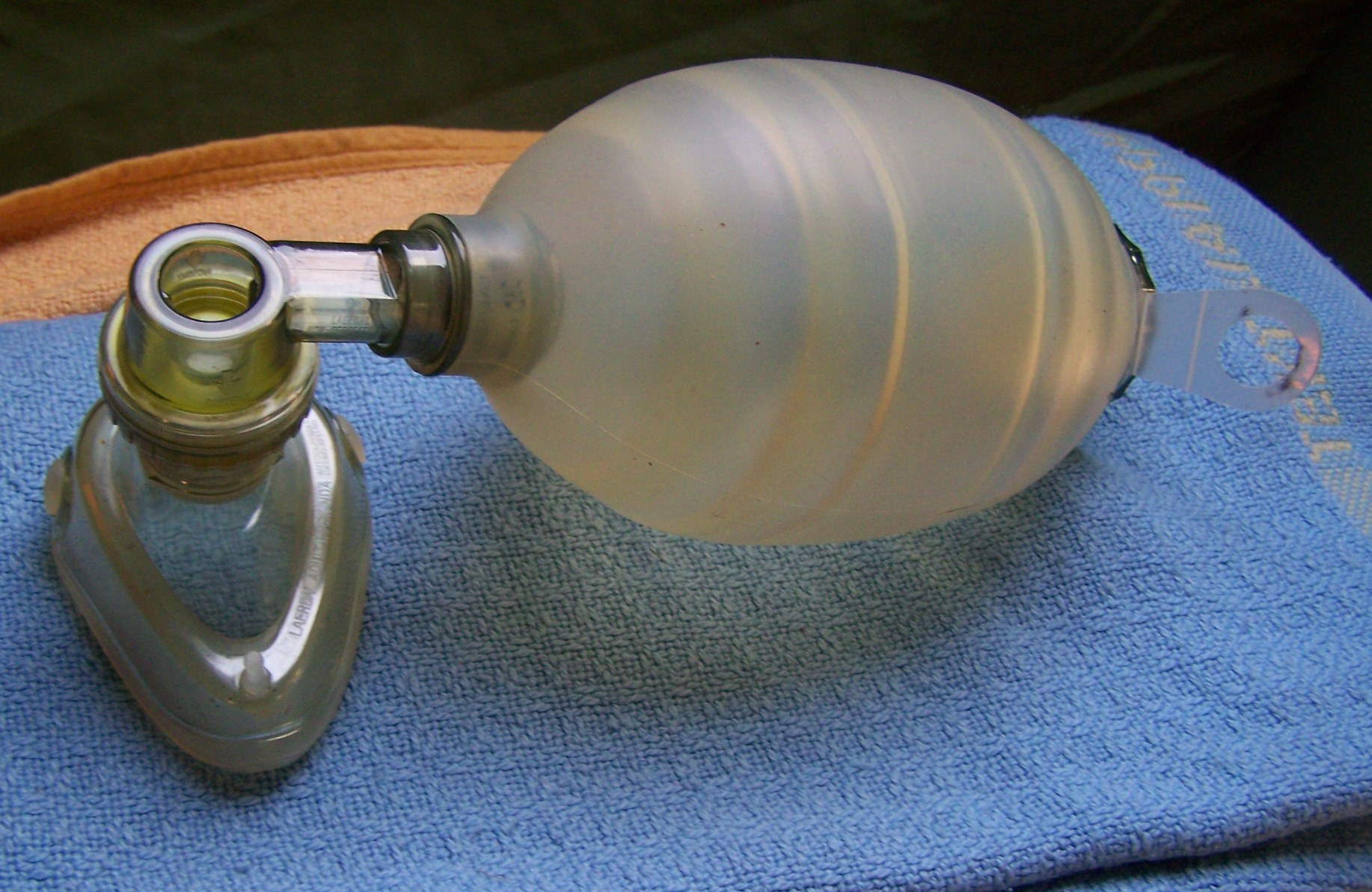
백마스크 기구를 이용하여 기계환기 인공호흡을 시행할 수 있다.

기계환기는 자발적 호흡을 기계적으로 보조하거나 대체하는 방법이다. 인공호흡기를 이용하거나 백마스크나 전문 기도기(기관튜브, 콤비튜브, 후두마스크 기도기 등)를 사용하는 방법으로 기계환기를 진행할 수 있다. 기계환기를 위해 구강 또는 피부를 통해 침투하는 기구를 신체에 적용하는 경우 "침습적" 기계환기라고 한다 (예: 기관내 삽관, 기관절개술 등). 기계환기는 호흡 할 때의 가압 방식에 따라 크게 양압과 음압환기로 나눌 수 있다.
기관내 삽관이 단기적인 기계환기를 위해 사용될 수 있다. 장기간의 기계환기를 위하여 기관절개술을 시도할 수 있다. 또한 응급 상황인 경우 윤상갑상연골절개술을 통하여 기계환기를 위한 호흡로를 확보할 수 있다.

## 문제점
실제로 인공호흡과 심폐소생술을 바로 실시해서 소생한 사람이 추행했다고 해서 방치하는 경우도 있다.

## 같이 보기
- 심폐소생술
- 인공호흡기